# Hello Again
Hello Again (с англ. — «Привет Ещё Раз») — семнадцатый в общем и четвёртый с альбома Heartbeat City сингл американской рок-группы The Cars, вышедший 15 октября 1984 года на лейбле Elektra Records. Песня стала четвёртой записью альбома, попавшей в топ-20, достигнув 20-го места в чарте Billboard Hot 100; она также достигла восьмого места в чарте Hot Dance/Disco и 22-го места в чарте Top Rock Tracks.

## Приём
«Hello Again» был ретроспективно описан как «эксцентричный» критиком AllMusic Грегом Прато, который также назвал трек изюминкой альбома Heartbeat City. Дональд Гуариско, также из AllMusic, написал: «Одним из их самых сильных треков [на Heartbeat City с экспериментальными корнями] был „Hello Again“, стильный рокер новой волны с множеством экспериментальных штрихов». Гуариско добавил, что он «представляет The Cars, достигающих уникального баланса между их талантом к поп хукам и любовью к экспериментальным звукам».
В своём обзоре сборника Greatest Hits (1985) Прато посчитал, что «Hello Again» следовало включить в альбом, заявив: «Почему заглавный трек из Heartbeat City (неудачный сингл) был включён вместо хита 1984 года из топ-20 'Hello Again'?»

## Музыкальное видео
Музыкальное видео на эту песню было снято режиссёрами Энди Уорхолом и Доном Манро. Уорхол появился в клипе в роли бармена, который был снят в кафе «Be-Bop» в Манхэттене. Дайан Брилл и Джон Секс снялись в эпизодической роли в «Сцене в центре Нью-Йорка». В клипе также появилась неизвестная на тот момент Джина Гершон. Клавишник Грег Хоукс сказал: «Я думаю, что [Уорхол] в основном занимался концептуализацией и появился в качестве статиста. И он пригласил своих разных друзей принять в нём участие. Это было похоже на любую видеосъёмку, но с более интересным составом персонажей. И вы всегда можете оглянуться на съёмочную площадку и сказать: „Эй, это Энди Уорхол“».
В музыкальном видео рассматривались спорные темы секса и насилия (в основном первые), которые в то время фигурировали в музыкальных клипах.

## Список композиций

### 7" Сингл
Слова и музыка всех песен — , а также вокал Рик Окасек.
| №  | Название                   | Длительность |
| -- | -------------------------- | ------------ |
| 1. | «Hello Again» (LP Version) | 3:45         |

| №  | Название                    | Длительность |
| -- | --------------------------- | ------------ |
| 1. | «Hello Again» (Dub Version) | 5:02         |

### 12" Сингл
| №  | Название                      | Длительность |
| -- | ----------------------------- | ------------ |
| 1. | «Hello Again» (Remix Version) | 5:54         |
| 2. | «Hello Again» (Dub Version)   | 6:02         |

| №  | Название                   | Длительность |
| -- | -------------------------- | ------------ |
| 1. | «Hello Again» (LP Version) | 3:47         |

## Участники записи
- Рик Окасек — вокал, ритм-гитара
- Бен Орр — бас-гитара, бэк-вокал
- Эллиот Истон — соло-гитара, бэк-вокал
- Грег Хоукс — клавишные, бэк-вокал, Fairlight CMI программирование
- Дэвид Робинсон — ударные, Fairlight CMI программирование

## Чарты
| Чарт (1984—1985)                   | Наивысшая позиция |
| ---------------------------------- | ----------------- |
| Австралия (Kent Music Report)      | 52                |
| Австрия (Ö3 Austria Top 40)        | 21                |
| Бельгия/Фландрия (Ultratop 50)     | 22                |
| Канада (RPM Top Singles)           | 42                |
| Нидерланды (Tipparade)             | 12                |
| Новая Зеландия (Recorded Music NZ) | 12                |
| Швейцария (Schweizer Hitparade)    | 17                |
| США (Billboard Hot 100)            | 20                |
| США (Billboard Dance Club Songs)   | 8                 |
| США (Billboard Mainstream Rock)    | 22                |
| США (Cash Box Top 100 Singles)     | 19                |
| ФРГ (GfK)                          | 27                |